# Isoftaalzuur
Isoftaalzuur of benzeen-1,3-dicarbonzuur is een isomeer van ftaalzuur (benzeen-1,2-dicarbonzuur) en tereftaalzuur (benzeen-1,4-dicarbonzuur). Isoftaalzuur wordt onder andere gebruikt in de kunststofindustrie, meer bepaald in polyester.
Meestal wordt het product gebruikt als modifier. Om bijvoorbeeld de petflessen glashelder te maken wordt bij de productie van het polyester een kleine hoeveelheid isoftaalzuur toegevoegd.